# Croton tchibangensis
Espèce
Classification APG II (2003)
Croton tchibangensis est une espèce de plantes à fleurs du genre Croton et de la famille des Euphorbiaceae, présente au Gabon.